# Eyjólfur Þórðarson
Eyjólfur grai Þórðarson (apodado el Gris, 940-1003) fue un caudillo vikingo y goði de Hvammur í Hvammissveit, Dalasýsla en Islandia. Era hijo de Þórðr Óleifsson y por lo tanto nieto de Olaf Feilan. Según las sagas aceptó el cristianismo en el año 1000 a edad avanzada y fue quien ejecutó a Gísle Súrsson, héroe y proscrito, según la saga de Gísla Súrssonar. Tuvo tres hijos en su matrimonio, Þorkell Eyjólfsson, Þorgrímur Eyjólfsson y Bölverkur Eyjólfsson. También aparece en diversas sagas nórdicas: saga Eyrbyggja, saga de Laxdœla, y saga Þórðar hreðu.